# 今宿站
今宿站（日语：／ Imajuku eki */?）是位於福岡縣福岡市西區今宿站前一丁目1番1號，九州旅客鐵道（JR九州）的筑肥線車站。車站編號為JK03。事務管碼為▲911834。

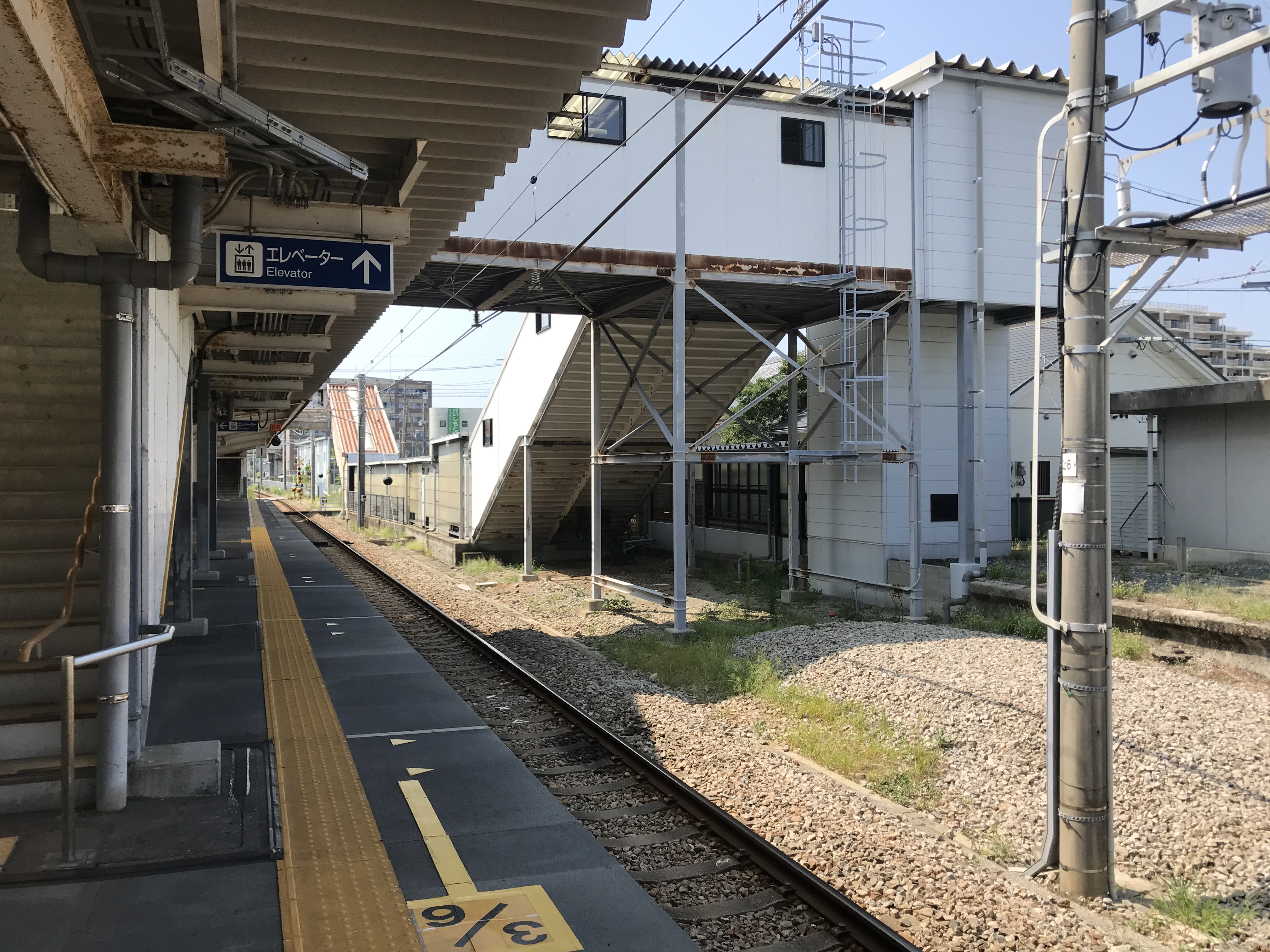
月台（2019年9月）

## 歷史
- 1925年（大正14年）4月15日：北九州鐵道（日语：北九州鉄道）姪之濱站（現時為姪濱站）至前原站（現時為筑前前原站）之間，此站啟用。
- 1937年（昭和12年）10月1日：北九州鐵道被國有化，成為鐵道省筑肥線。
- 1983年（昭和58年）3月22日：姪濱站至唐津站之間電氣化，並開始與福岡市交通局機場線相互直通運輸。同時此站不再成為福岡市內車站。
- 1986年（昭和61年）：翻新車站大樓[1]。
- 1987年（昭和62年）4月1日：伴隨國鐵分割民營化，車站由九州旅客鐵道（JR九州）營運[2]。
- 2010年（平成22年）3月13日：此站可以使用IC卡「SUGOCA」[3]。
- 2014年（平成26年）3月20日：今宿站長廢止。成為業務委託車站。

## 車站構造
車站是一座地面車站，設有1面2線的島式月台。車站大樓與月台之間設有跨線橋連接。
此站是業務委託車站，委托JR九州服務支援負責車站業務。此站設有綠色窗口和自動閘機，此站可以使用SUGOCA等IC卡。

### 月台
| 月台 | 路線   | 上下行 | 方向                     |
| ---- | ------ | ------ | ------------------------ |
| 1    | 筑肥線 | 上行   | 天神、博多、福岡機場方向 |
| 2    | 筑肥線 | 下行   | 西唐津方向               |

## 使用狀況
在2019年（令和元年）度，1日平均乘車人次為5,437人，在JR九州車站中，僅次於笹原站排名35位
| 乘車人次變化 | 乘車人次變化 |
| 年度         | 1日平均人次  |
| ------------ | ------------ |
| 2005年       | 5,324        |
| 2006年       | 4,704        |
| 2007年       | 4,406        |
| 2008年       | 4,306        |
| 2009年       | 4,247        |
| 2010年       | 4,388        |
| 2011年       | 4,514        |
| 2012年       | 4,643        |
| 2013年       | 4,845        |
| 2014年       | 4,948        |
| 2015年       | 5,060        |
| 2016年       | 5,165        |
| 2017年       | 5,299        |
| 2018年       | 5,433        |
| 2019年       | 5,437        |

## 車站周邊
- 福岡西警署（日语：西警察署 (福岡県)）
- 福岡市立今宿小學
- 三菱電機株式會社 動力裝置製作所
- JA福岡市今宿分店
- 福岡銀行今宿分店
- 西日本都市銀行今宿分店
- 今宿郵局（站内設有ATM）
- 雙葉圖書（日语：フタバ図書）今宿店
- 福岡前原收費道路 今宿交匯處（日语：今宿インターチェンジ）
- 出雲大社福岡分院（日语：出雲大社福岡分院）

## 巴士路線
昭和自動車
- 西之浦線
  - 今宿站前 - 今山 - 今津 - 小田 - 宮之浦 - 西之浦
  - 今宿站前 - 九大學研都市站

糸島市社區巴士「濱博號」（委托福岡昭和的士運行）
- 前原今宿線
  - 今宿站前 - 北原 - 周船寺 - 前原 - 糸島市政廳前 - 前原站北出口

姪濱的士
- 今宿姪濱線「渚號」
  - 今宿站 - 青木 - 今宿野外活動中心
  - 今宿站 - 生之松原 - 姪濱站北出口

## 其他
筑肥線的姪濱站、下山門站、今宿站、九大學研都市站和周船寺站5站都是在福岡市內，但是於市內其他JR車站與JR線不同，這些車站不是在旅客營業規則上的「福岡市內」車站。在筑肥線博多站至姪濱站之間未廢止前，此站（在該路段廢止以後才啟用的車站包括下山門站和九大學研都市站除外）是「福岡市內」車站。

## 相鄰車站
九州旅客鐵道（JR九州）
筑肥線
■快速（星期六、日及假日會通過此站）、■普通
下山門（JK02）－今宿（JK03）－九大學研都市（JK04）

## 注腳
1. ↑  . 交通新聞 (交通新聞社). 1996-12-25: 2 （日语）.
2. ↑  九州鉄道百年祭実行委員会・百年史編纂部会 (编).  初版. 九州旅客鉄道. 1988: 181 （日语）.
3. ↑  . 交通新聞 (交通新聞社). 2010-03-16: 3 （日语）.
4. 1 2   (PDF). 九州旅客鉄道.   [2020-08-24]. （原始内容存档 (PDF)于2020-08-24） （日语）.
5. 1 2 3 4 5 6 7 8 9 10 11  糸島市統計白書（運輸、交通） 九州旅客鐵道不同站的上下車人次（JR筑肥線）
6. ↑   (PDF). 九州旅客鉄道.   [2020-08-31]. （原始内容 (PDF)存档于2017-08-01） （日语）.
7. ↑   (PDF). 九州旅客鉄道.   [2020-08-24]. （原始内容 (PDF)存档于2019-07-06） （日语）.
8. ↑   (PDF). 九州旅客鉄道.   [2020-03-27]. （原始内容存档 (PDF)于2020-03-15） （日语）.

## 外部連結
- 今宿（車站資訊） - 九州旅客鐵道（日語）
- imajuku今宿.jp （页面存档备份，存于）（日語）